# Theodor Karl Haase

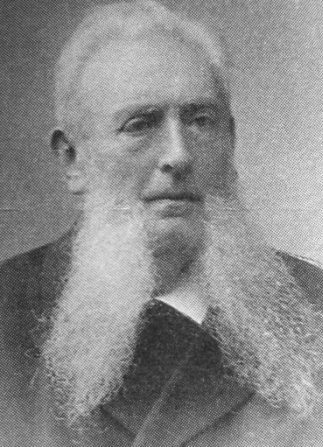
Theodor Karl Haase

Theodor Karl Haase (* 14. Juli 1834 in Lemberg; † 27. März 1909 in Teschen) war ein österreichischer lutherischer Theologe.

## Leben und Wirken
Theodor Karl Haase war ein Sohn von Adolf Theodor Haase (1802–1870) und Hedwig Theodora Raabe. Sein Vater war ein Superintendent in Lemberg und seit 1861 Mitglied des Herrenhauses. Sein Großvater väterlicherseits namens Johann Traugott Theodor (* 1766) war verheiratet mit Amalia Augusta Schmalz und Stadtrichter und Rechtskonsulent in Pirna.
Haase studierte ab 1852 in Wien, Göttingen und Berlin. Nach der Promotion zum Dr. phil. 1856 an der Universität Rostock arbeitete er im Folgejahr als Religionslehrer in Wien. Im Jahr 1859 wechselte er als Pfarrer nach Bielitz. 1875 gewann er die Kandidatur zum Nachfolger des polnischen Pastors Leopold Otto von Teschen gegen Jerzy Badura (ein Wendepunkt der Entwicklung der polnischen Nationalbewegung unter polnischsprachigen Lutheraner des Teschener Schlesiens). Von 1865 bis 1882 wirkte er als schlesischer Senior und ab 1882 als Superintendent von Mähren und Schlesien (der Nachfolger von Karl Samuel Schneider).
Im Jahr 1866 heiratete Haase Julie, die Tochter des Finanzkommissärs Josef von Mosburg und der Franziska Heinzel. Aus dieser Ehe stammten sechs Kinder, darunter der Jurist Wolfgang Haase.
Haase engagierte sich für die Deutschliberale Partei im Landtag, war im Reichsrat Mitglied des Herrenhauses und trat dort in politischen Gremien für die Interessen der evangelischen Kirche Österreichs ein. Er gehörte dem Synodalausschuss an, wurde dessen Obmann und war ab 1889 Präsident der Generalsynode und hatte daher erheblichen Einfluss auf die Entwicklung der evangelischen Kirche Österreichs.
In den von ihm betreuten Gemeinden schuf Haase pädagogische und karitative Institutionen, darunter eine Realschule, ein Waisenhaus, eine Lehrerbildungsanstalt, ein Gymnasium, eine Gewerbeschule, ein Diakonissenhaus in Bielitz und ein Spital in Teschen.
Haase begründete protestantische Zeitschriften, die in deutscher und polnischer Sprache erschienen. Die polnischsprachige Zeitung „Nowy Czas. Tygodnik polityczny“ wurde im Jahr 1877 als ein Gegengewicht zu den Zeitungen der polnischen Nationalbewegung, wie die von Leopold Otto begründete Zwiastun Ewangeliczny, gegründet. Zwar respektierte die Zeitung die sprachliche Trennung in polnischsprachige und deutschsprachige Lutheraner, unterstützte jedoch die Assimilation der polnischsprachigen Bevölkerungsgruppe in die deutsche Kultur, in der Annahme, dass das durch die friedliche und freiwillige Akzeptanz der „Überlegenheit der deutschen Zivilisation“ erfolgen würde. Deswegen wurde „Nowy Czas“ als Kontinuation der im Jahr 1848 erschienenen Zeitung „Nowiny dla ludu wiejskiego“  herausgegeben und wurde als Teil der sogenannten schlonsakischen Bewegung betrachtet. Die Mehrheit der polnischsprachigen Pastoren im Teschener Schlesien arbeiteten mit Haases Zeitung zusammen, nur eine Minderheit blieb der polnischen Nationalbewegung treu, besonders die Auszubildenden von Leopold Otto, wie Franciszek Michejda. Nach Haases Tod wurde die Leitung der Bewegung von Józef Kożdoń übernommen. Haase war Herausgeber, Mitarbeiter und Autor und Bearbeiter insbesondere kirchenhistorischer Abhandlungen. Seine Predigten wurden auch gedruckt.
Die Universität Heidelberg ernannte Haase 1868 zum Doctor theologiae.